# Триндаді (Сан-Томе і Принсіпі)
Тринда́ді (порт. Trindade) — місто в окрузі Ме-Зокі на острові Сан-Томе в державі Сан-Томе і Принсіпі. Є другим за чисельністю населення після столиці — міста Сан-Томе. Розташоване на острові Сан-Томе за 10 км від столиці. Є адміністративним центром округу Ме-Зокі.
Населення 6636 осіб (на 1 січня 2005, оцінка). В 2000 році було 6049 осіб (за переписом). Місто з'єднується шосе зі столицею Сан-Томе та іншими великими містами на острові.

## Населення
| Рік                  | 1999  | 2001  | 2004  | 2006  | 2008  | 2010  | 2012  |
| Населення, тис. осіб | 6 636 | 6 049 | 6 636 | 7 793 | 7 848 | 8 134 | 8 392 |